# Barberino Val d'Elsa
Barberino Val d'Elsa és un antic comune (municipi) de la ciutat metropolitana de Florència, actualment una frazione de Barberino Tavarnelle, a la regió italiana de la Toscana, situat uns 30 km al sud de Florència. L'1 de gener de 2018 tenia 4.359 habitants. Amb data 1 de gener de 2019 es va fusionar amb Tavarnelle Val di Pesa, formant el nou municipi de Barberino Tavarnelle.
Barberino Val d'Elsa està situat per sobre de la vall de la qual pren el seu nom. El centre de la ciutat encara es troba envoltat per les seves fortificacions originals.
La noble dinastia italiana Barberini va començar a Barberino Val d'Elsa al segle xi.

## Llocs d'interès
- La Piazza Barberi inclou l'església de San Bartolomeo, on es troba un fragment d'una anunciació de l'escola de Giotto (segles XIV-XV) i un bust en bronze de Pietro Tacca.[2]

- La Via Francesco da Barberino condueix a la Porta Senese (segle XIV) i l'Ospedale dei Pellegrini, de l'any 1365.

- L'església de Sant'Appiano va ser construïda durant el segle xi (part de pedra) i el segle xii (part de maó) i ara inclou el Museu Antiquarium que alberga peces etrusques de les nombroses necròpolis de la zona, el poble de Linari, el castell de Poppiano a Vico d'Elsa i Petrognano.

- La capella de San Michele Arcangelo va ser construïda el 1597 per Santi di Tito com una perfecta reproducció a escala 1:8 de la cúpula de la Catedral de Florencia. Va ser construïda sobre el lloc de l'antiga ciutat de Semifonte, arrasada pels florentins el 1202.

## Ciutats agermanades
- Schliersee, Alemanya
- Amgala, República Àrab Sahrauí Democràtica
- Publier, França